# Qiblih

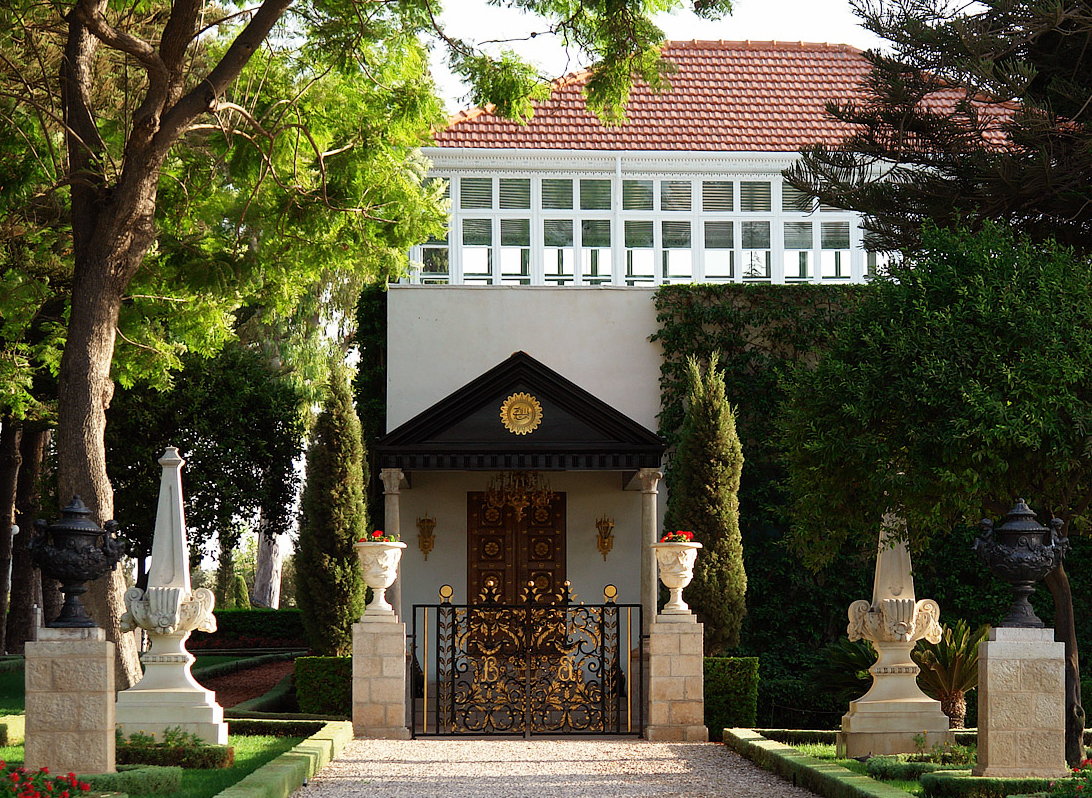
Graftombe van Bahá'u'lláh

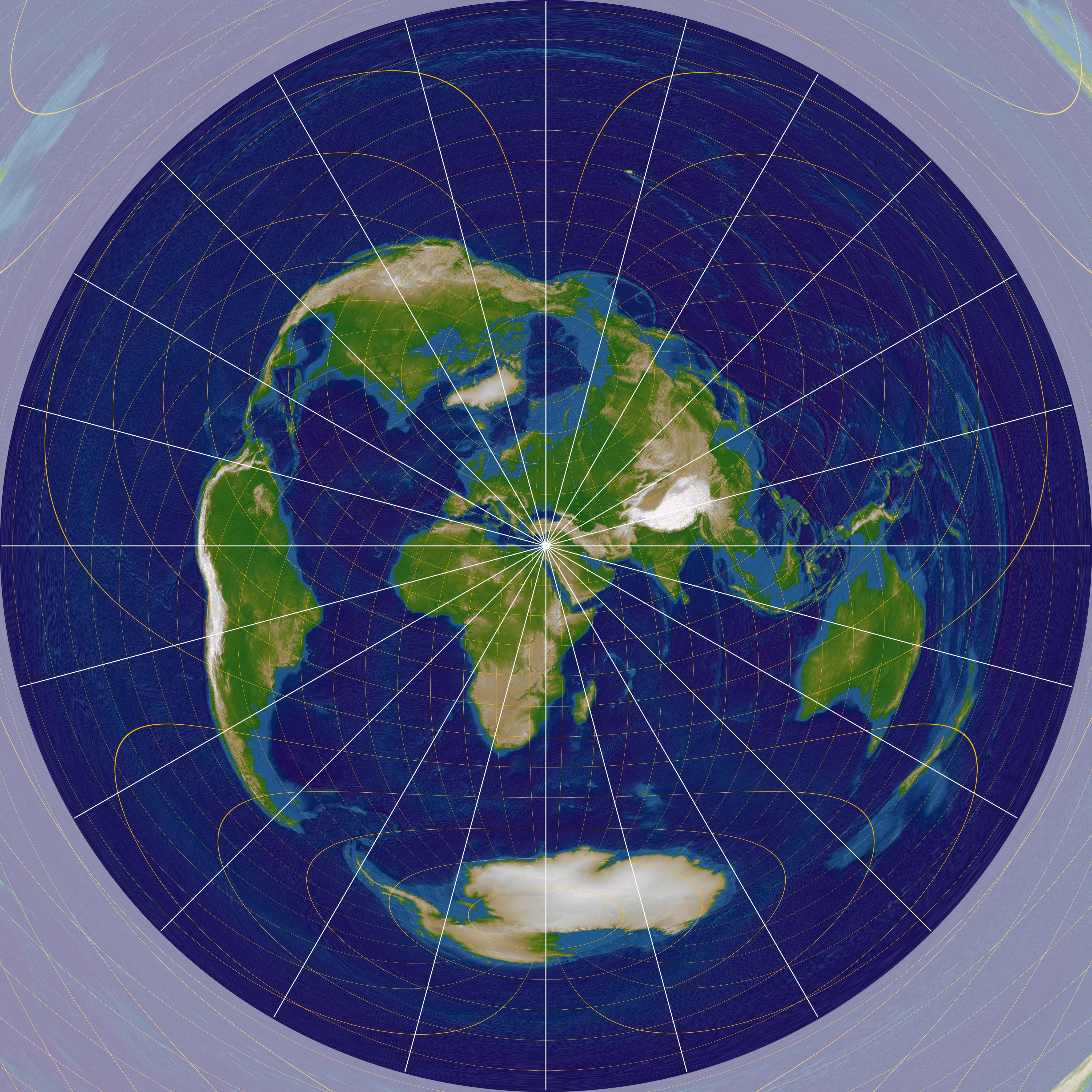
De kortste richting naar de qiblih vanuit de hele wereld

De qiblih (Arabisch: قبلة) is in het bahai-geloof de locatie waarnaar gelovigen zich moeten keren wanneer zij hun dagelijkse verplichte gebeden zeggen, in concreto de graftombe van Bahá'u'lláh, in de buurt van Akko, gelegen in het huidige Israël.
De qiblih werd door de Báb oorspronkelijk vereenzelvigd met "Degene Dien God zal openbaren", een messiaanse figuur voorspeld door de Báb. Bahá'u'lláh, die als de vervulling van deze profetie wordt gezien, bevestigt in de Kitáb-i-Aqdas de verklaring van de Báb en bepaalde verder zijn laatste rustplaats als de qiblih. 'Abdu'l-Bahá beschrijft deze plek als de "lichtgevende graftombe", "de plaats waaromheen de scharen in den Hoge rondcirkelen".
Het concept bestaat ook in andere godsdiensten. Joden richten zich naar de plaats van de oude Tempel van Jeruzalem. Moslims keren zich tot de Kaäba in Mekka, die zij ook de kibla noemen (een andere transliteratie van qiblih).
Gelovigen aanbidden het heiligdom van Bahá'u'lláh of de inhoud ervan niet; de qiblih is een richtpunt voor de verplichte gebeden. Voor andere gebeden volgen gelovigen wat er in de Koran staat: "Maar waarheen gij u ook wendt, daar is het aangezicht van God."

## Bron
- Bahá'u'lláh (1997). De Kitáb-i-Aqdas: Het Heiligste Boek (pdf). Stichting Bahá'í Literatuur, Den Haag. ISBN 9070765993.
- Smith, P. (1999). A Concise Encyclopedia of the Bahá'í Faith. Oneworld Publications, Oxford, UK. ISBN 1851681841.